# Altair Guidi
Altair Guidi (Criciúma, 14 de janeiro de 1937 – 23 de janeiro de 2018) foi um político brasileiro.

## Carreira
Foi prefeito Municipal de Criciúma, de 31 de janeiro de 1977 a 31 de janeiro de 1983, eleito pela Aliança Renovadora Nacional (ARENA), e de 1 de janeiro de 1989 a 1 de janeiro de 1993, eleito pelo Partido Democrático Social (PDS).
Foi deputado à Assembleia Legislativa de Santa Catarina na 11ª legislatura (1987 — 1991), eleito pelo Partido Democrático Social, e na 15ª legislatura (2003 — 2007), eleito pelo Partido Progressista Brasileiro.
Foi deputado à Assembleia Legislativa de Santa Catarina na 16ª legislatura (2007 — 2011), eleito pelo Partido Popular Socialista (PPS).